# 我憑本事單身
《我憑本事單身》（英語：Professional Single），是由林妍执导，宋伊人、邓超元领衔主演，洪杉杉、王润泽、崔莉雅等主演的青春校园剧。该剧于2020年10月17日在优酷视频播出。
该剧讲述了毒舌男神秦深与软萌逗趣学霸原浅以及同为雕塑系的同学们在追求艺术理想的路上，克服重重困难，最终收获爱情、友谊并走近梦想的故事。